# Zimbabwean Jazz

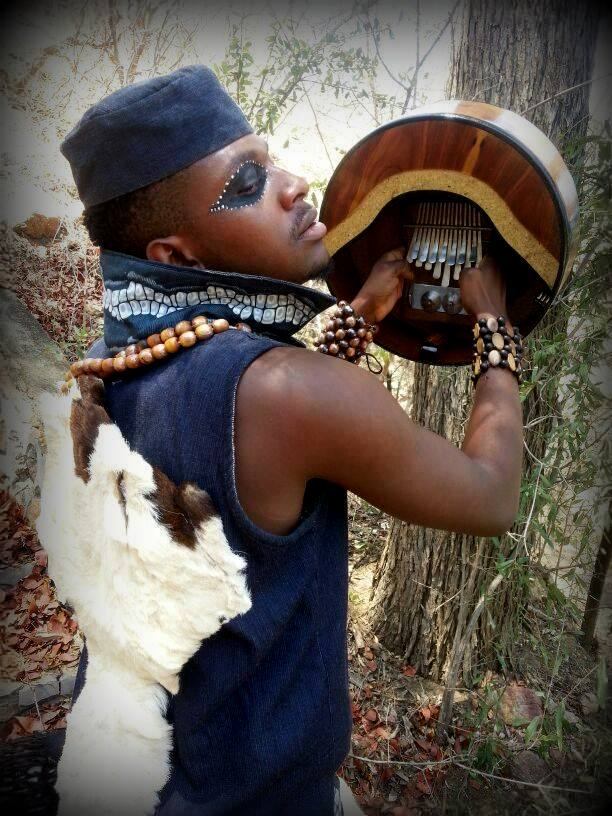
Prince Kudakwashe Musarurwa suona la M'bira uno strumento tradizionale nello Zimbabwe

Lo Zimbabwean Jazz, noto anche come Afro Jazz è un festival musicale jazz, realizzato nel XX secolo. La sua storia può essere fatta risalire alla sua prima era coloniale.

## Storia
Lo Zimbabwean Jazz è stato influenzato da uno stile di ritmo cittadino che si è evoluto nella parte meridionale dell'Africa nel corso del XX secolo. Si possono anche rintracciare somiglianze con il Kwela, una musica di strada basata sul pennywhistle proveniente dalla parte meridionale dell'Africa con basi jazz e un ritmo distintivo, simile a uno skiffle. La musica Kwela è stata influenzata dalla fusione della musica degli immigrati malawiani in Sud Africa, insieme ai suoni sudafricani locali. In chichewa la parola Kwela ha un significato molto simile a quello sudafricano: arrampicarsi. La musica è stata resa popolare in Sud Africa e poi portata in Malawi, dove anche artisti malawiani contemporanei hanno iniziato a produrre musica Kwela.
È anche strettamente correlato al Marabi, che era il nome dato a uno stile di tastiera (che spesso utilizzava organi a pedali economici) che aveva un legame musicale con il jazz americano, il ragtime e il blues, con radici profonde nella tradizione africana. I primi musicisti Marabi facevano parte di una cultura musicale underground e in genere non venivano registrati. Un esempio di tale artista all'inizio degli anni '40 è August Musarurwa, autore del famoso Skokiaan. Ha continuato a svilupparsi e le caratteristiche di questa musica sono continuate con suo nipote, Prince Kudakwashe Musarurwa.
Questa musica era spesso suonata nelle township, parti separate delle aree suburbane. Durante gli anni coloniali della Rhodesia il termine township si riferiva ad una zona residenziale riservata ai cittadini neri all'interno dei confini di una città o paese ed è ancora comunemente usato colloquialmente. Ma nel moderno Zimbabwe è anche usato per riferirsi a una zona residenziale nelle immediate vicinanze di un punto di crescita rurale. Queste township ospitarono loi spaccio illegale di alcolici (shebeen) come alternativa ai pub e bar. Nell'era coloniale agli indigeni africani era vietato entrare nei pub o nei bar riservati ai discendenti europei.
Originariamente lo spaccio illegale era gestito da donne che si chiamavano Shebeen Queens ed era essa stessa un revival della tradizione africana che assegnava alle donne il ruolo di produrre alcolici. Le Shebeen Queens vendevano alcolici fatti in casa e distillati in casa e fornivano ai clienti un luogo dove incontrarsi e discutere di questioni politiche e sociali. Spesso avventori e proprietari venivano arrestati dalla polizia, anche se gli spacci venivano spesso riaperti a causa della loro importanza nell'unificare la comunità e nel fornire un luogo sicuro per la discussione. Durante l'era coloniale i locali dello spaccio divennero un luogo d'incontro cruciale per gli attivisti, alcuni attirando attivisti della classe operaia e membri della comunità, mentre altri attirarono avvocati, medici e musicisti.
Lo Shebeen offriva anche musica e balli, consentendo ai clienti di esprimersi culturalmente, il che ha contribuito a dare origine e sostegno al genere musicale chiamato Township Jazz che ora chiamiamo Afro Jazz o Zimbabwean Jazz.

## Diverse versioni del jazz dello Zimbabwe
Il Jazz del Bulawayo è una forma di jazz nata negli anni '50. Un artista notevole di questo genere sono The Cool Crooners.

## Importanti musicisti jazz
- Charles Fernando
- Victor Kunonga
- Dorothy Masuka
- Oliver Mtukudzi
- August Musarurwa
- Prince Kudakwashe Musarurwa
- Percy Nehoreka Nhara
- Josh Meck
- Takakunda Mukundu